# Fenchon
Fenchon je organická sloučenina řazená mezi monoterpenoidy a ketony. Je to bezbarvá olejovitá kapalina. Má konzistenci a vůni podobnou kafru. Je složkou absintu a nachází se i v esenciálním oleji ve fenyklu. Využívá se k aromatizování jídel nebo v parfumérství. 

Enantiomery fenchonu

Fenchon je známý i pod názvy dl-fenchon a (±)-fenchon, což je směs enantiomerů d-fenchonu and l-fenchonu. Dalšími možnostmi pro název d-fenchon je (+)-fenchon nebo (1S,4R)-fenchon. Podobně dle l-fenchon lze použít název (−)-fenchon nebo (1R,4S)-fenchon. Enantiomer d-fenchon se nachází v přírodě v čisté formě v listech a semenech fenyklu, zatím co enantiomer l-fenchon se v čisté formě nachází v pelyňku, vratiči a listech cedru.